# Tithorea manabiana
Tithorea manabiana är en fjärilsart som beskrevs av Fox 1956. Tithorea manabiana ingår i släktet Tithorea och familjen praktfjärilar. Inga underarter finns listade i Catalogue of Life.